# Ikast (plaats)
Ikast is een plaats en voormalige gemeente in de Deense regio Midden-Jutland. Ikast is de hoofdplaats van de gemeente Ikast-Brande. De plaats telt 14.714 inwoners (2008). De plaats heeft een station aan de Spoorlijn Skanderborg - Skjern.

## Voormalige gemeente
Ikast was tot 2007 een zelfstandige gemeente in Denemarken. De oppervlakte bedroeg 294,28 km². De gemeente telde in 2005 23.283 inwoners. Ikast is opgegaan in de gemeente Ikast-Brande. Deze gemeente is ontstaan uit de voormalige gemeenten Ikast, Brande en Nørre Snede.

## Geboren in Ikast
- Bo Skovhus (1962), operazanger
- Alex Pedersen (1966), wielrenner
- Jens Reno Møller (1971), autocoureur
- Pernille Harder (1992), voetbalster
- Andreas Poulsen (1999), voetballer
- Cecilie Johansen (2000), voetbalster
- Olivia Holdt (2001), voetbalster

- MusicBrainz: 33b5dcf0-945e-4430-bd00-22743c546be9
- Virtual International Authority File: 186193029
- WorldCat: E39PBJkT8Wx73TGVwyPRBHH9jC